# Gouvernement Gaza
Das Gouvernement Gaza (arabisch محافظة غزة, DMG Muḥāfaẓat Ġazza) ist ein Regierungsbezirk des Staates Palästina bzw. der Palästinensischen Autonomiebehörde. Die Hauptstadt des Gouvernements ist Gaza. Nach Angaben des Palästinensischen Zentralbüros für Statistik hat das Gouvernement zur Jahresmitte 2006 eine Einwohnerzahl von 505.700 Einwohnern. Ein Zensus aus dem Jahr 2017 ergab einen Anstieg auf 652.597 Einwohner.
Gaza hat 8 Parlamentssitze (1 für Christen reserviert) im Palästinensischen Legislativrat. Bei der Wahl im Jahr 2006 wurden alle durch Mitglieder der Hamas-Partei gewonnen.

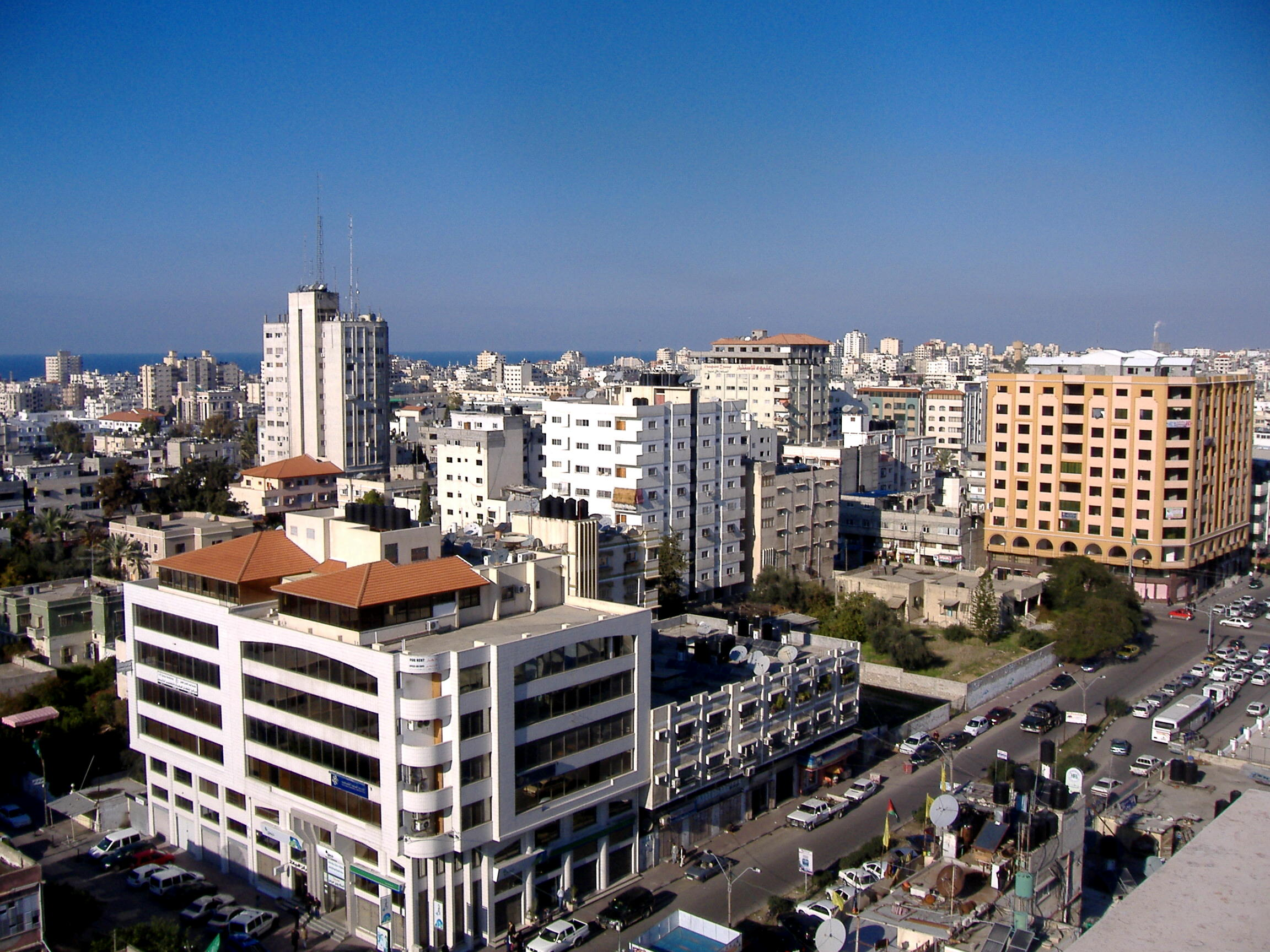
Gaza Stadt, 2007

Das Gouvernement erstreckt sich von Norden nach Süden über eine Strecke von 12 km und von Osten nach Westen über 7,5 km. Seine Gesamtfläche beträgt 74 km, und diese Fläche entspricht 20 % der Fläche des Gazastreifens. In Bezug auf die Bevölkerung der Gouvernements Palästinas liegt es im Gazastreifen auf den 1. Platz und landesweit an zweiter Stelle nach dem Gouvernement Hebron.
Während des Kriegs in Israel und Gaza wurden nach Angaben von Der Spiegel unter Berufung auf Satellitendaten im Bezirk Gaza 72 bis 84 % aller Gebäude und Agrarflächen zerstört (Stand Februar 2024).

## Städte, Dörfer und Flüchtlingslager
- Gaza-Stadt (Hauptstadt) غزة
- Al-Zahra الزهراء
- Juhor ad-Dik جحر الديك
- Madinat al-Awda مَدينَة العودة
- Al-Mughraqa (Abu Middein) المغراقة
- Al-Shati (Flüchtlingslager) مخيم الشاطئ

## Demografie
| Name            | 2017   | 2018   | 2019   | 2020   | 2021   | 2022   | 2023   | 2024   | 2025   | 2026   |
| Gaza            | 583447 | 598633 | 614071 | 629723 | 645576 | 661613 | 677799 | 694146 | 710646 | 727304 |
| Ash Shati' Camp | 40249  | 41296  | 42361  | 43441  | 44535  | 45641  | 46758  | 47885  | 49024  | 50173  |
| Madinat Ezahra  | 5274   | 5412   | 5551   | 5693   | 5836   | 5981   | 6127   | 6275   | 6424   | 6575   |
| Al Mughraqa     | 11322  | 11616  | 11916  | 12219  | 12527  | 12838  | 13152  | 13470  | 13790  | 14113  |
| Juhor ad Dik    | 4531   | 4649   | 4769   | 4891   | 5014   | 5138   | 5264   | 5391   | 5519   | 5649   |
| Gaza Gov.       | 644823 | 661607 | 678669 | 695967 | 713488 | 731212 | 749100 | 767167 | 785403 | 803813 |